# Municipio de Wolf
El municipio de Wolf  (en inglés: Wolf Township) es un municipio ubicado en el condado de Lycoming en el estado estadounidense de Pensilvania. En el año 2000 tenía una población de 2.707 habitantes y una densidad poblacional de 53.4 personas por km².

## Geografía
El municipio de Wolf se encuentra ubicado en las coordenadas 41°15′02″N 76°43′04″O / 41.25056, -76.71778.

## Demografía
Según la Oficina del Censo en 2000 los ingresos medios por hogar en la localidad eran de $39,167 y los ingresos medios por familia eran $45,859. Los hombres tenían unos ingresos medios de $31,284 frente a los $22,852 para las mujeres. La renta per cápita para la localidad era de $18,571. Alrededor del 8,5% de la población estaban por debajo del umbral de pobreza.